# Ambachtspolder
De Ambachtspolder is een polder en voormalig waterschap in de gemeente Alphen aan den Rijn (voorheen Rijnwoude, daarvoor Hazerswoude) in de Nederlandse provincie Zuid-Holland.
Het waterschap was verantwoordelijk voor de vervening, drooglegging en later de waterhuishouding in de polder.